# Incredible Bongo Band
L'Incredible Bongo Band, conosciuta anche come Incredible Bongo Band di Michael Viner, fu un progetto iniziato nel 1972 dallo stesso artista, manager ed esecutivo della MGM Records. Venne chiamato per integrare la colonna sonora del B-movie The Thing With Two Heads. La band ha principalmente prodotto musica funky e strumentale dal carattere allegro. Molte tracce erano in realtà cover di canzoni popolari quotidiane, caratterizzate dalla prevalenza di percussioni, quali tamburi bongo, tamburi conga, tamburi rock e ottoni.

## Storia
La band ha pubblicato due album, nel 1973, Bongo Rock, e, nel 1974, Return of the Incredible Bongo Band. Il brano strumentale originale, Bongo Rock, scritto a quattro mani da Art Laboe e Preston Epps, venne pubblicato dalla casa discografica Epps, raggiungendo il successo nella Top 40 nel 1959. Anche la cover dell'incredibile Bongo Band, mostrata nell'album come Bongo Rock '73, nel 1973 divenne un piccolo successo americano e un notevole successo in Canada, raggiungendo la 20ª posizione. Michael Viner avrebbe utilizzato gli studi di registrazione della MGM nei periodi di inattività, reclutando qualsiasi musicista dello studio fosse a portata di mano. Questo apparentemente comprese molti famosi esordienti, tutti non accreditati. Importanti contributi furono dati da Jim Gordon alla batteria e da King Errisson ai bonghi. Si dice che Ringo Starr abbia suonato su alcune tracce, in particolare sul brano, Kiburi. Le sessioni di studio continuarono per un po' di tempo, fino a quando il management riuscì a sedare il vanity project.
Per esempio, al film, Sample This, vennero coinvolti altri musicisti, tra i quali:
- Mike Melvoin - tastiere
- Joe Sample - pianoforte
- Robbie King - organo
- Mike Deasy - chitarra
- Dean Parks - chitarra
- David T. Walker - chitarra
- Bobbye Hall - percussioni
- Ed Greene - batteria
- Kat Hendrikse - batteria
- Wilton Felder - basso
- Jerry Scheff - basso
- Steve Douglas - sassofono, arrangiamenti

I musicisti menzionati altrove includono:
- Glen Campbell, chitarra
- John Lennon, mixaggio
- Don Coster, arrangiamenti
- Harry Nilsson, arrangiamenti
- Hal Blaine, batteria
- Michael Viner, basso, bonghi
- Perry Botkin Jr., bonghi
- Michael Omartian, tastiere

## Retroscena
In realtà questo non fu mai un vero gruppo. Ad ogni pubblicazione dell'album, corrispondeva una fotografia di una band fittizia, creata al momento. Quelle foto vennero utilizzate nella promozione sia dell'album che delle copertine.
Il primo album dell’Incredible Bongo Band includeva una cover di Apache, un brano strumentale scritto da Jerry Lordan e, in origine, reso popolare nel Regno Unito dal gruppo rock inglese dei The Shadows, mentre negli Stati Uniti e in Canada dal cantante e musicista danese, Jørgen Ingmann. Registrarono la canzone ai Can-Base Studios di Vancouver, al fine di beneficiare delle leggi sui contenuti canadesi che avevano contribuito a promuovere il loro precedente successo, Bongo Rock. La versione del gruppo della cover, Apache, prodotto da Perry Botkin Jr., non fu inizialmente un successo fino alla fine degli anni '70, quando fu adottato dai primi artisti hip-hop, tra cui il deejay pionieristico Kool Herc. Insolito per quei tempi era il break insolitamente lungo delle percussioni in mezzo alla canzone. Successivamente, molte delle altre versioni di Incredible Bongo Band vennero campionate da produttori hip-hop, e il break del singolo Apache rimane anche un punto fermo di molti produttori sia di batteria che di basso. La canzone ricevette rinnovata attenzione popolare nel 2001 quando fu inserita in un annuncio pubblicitario per un SUV Acura. Nel 2008, il critico musicale Will Hermes ha pubblicato per il New York Times un articolo sui singoli Apache e Incredible Bongo Band.
Inoltre, la cover della band del brano, Let There Be Drums, resa famosa da Sandy Nelson e interpretata anche dai Ventures, venne utilizzata come colonna sonora per il lungo show televisivo Atlantic Grand Prix Wrestling negli anni '80. Nel dicembre 1973, in Canada, raggiunse la 66ª posizione.
Il brano, Last Bongo in Belgium, è stato campionato nelle canzoni, Looking Down the Barrel of a Gun, eseguita dai Beastie Boys, ed Angel, eseguita dai Massive Attack, e Song of Life eseguita dai Leftfield.
Let There Be Drums fu utilizzato dal documentarista Ken Burns in Baseball: The 10th Inning, il seguito del documentario di Burns '94 PBS.
Nel singolo In-A-Gadda-Da-Vida fu utilizzato come anello principale nella canzone Hip Hop Is Dead eseguita dal rapper Nas.
Il documentario del 2013 Sample This, diretto da Dan Forrer e narrato da Gene Simmons, racconta la storia della Incredible Bongo Band e della registrazione di Apache. Il brano Bongolia è stato utilizzato nel film, Baby Driver di Edgar Wright del 2017.

## Cover
Un gruppo formato dal musicista Shawn Lee con il nome parallelo, Incredible Tabla Band di Shawn Lee, ha pubblicato, nel 2011, un album di cover con la Ubiquity Records. L'album Tabla Rock, è basato sull'album Bongo Rock. Lee prese l'intero album di debutto della Bongo Band e anche due brani del loro secondo album. Nell'album di Lee le tabla rimpiazzano le congas per adattare la musica ad uno stile funk indiano.

## Discografia

### Bongo Rock (1973)
- "Let There Be Drums"
- "Apache"
- "Bongolia"
- "Last Bongo in Belgium"
- "Dueling Bongos"
- "In-A-Gadda-Da-Vida"
- "Raunchy '73"
- "Bongo Rock '73"

Bongo Rock è anche apparso nel libro di Robert Dimery ‘’1001 Album che devi ascoltare prima di morire’’.

### The Return of the Incredible Bongo Band (1974)
- "Kiburi"
- "When the Bed Breaks Down, I'll Meet You in the Spring"
- "Sing, Sing, Sing"
- "Pipeline"
- "Wipe Out"
- "Hang Down Your Head Tom Dooley, Your Tie's Caught In Your Zipper"
- "Slightly Reminiscent of Topsy, Parts One, Two And Three"
- "Sharp Nine"
- "(I Can't Get No) Satisfaction"
- "Got The Sun in the Morning and the Daughter At Night"
- "Ohkey Dokey"